# Carabus auratus

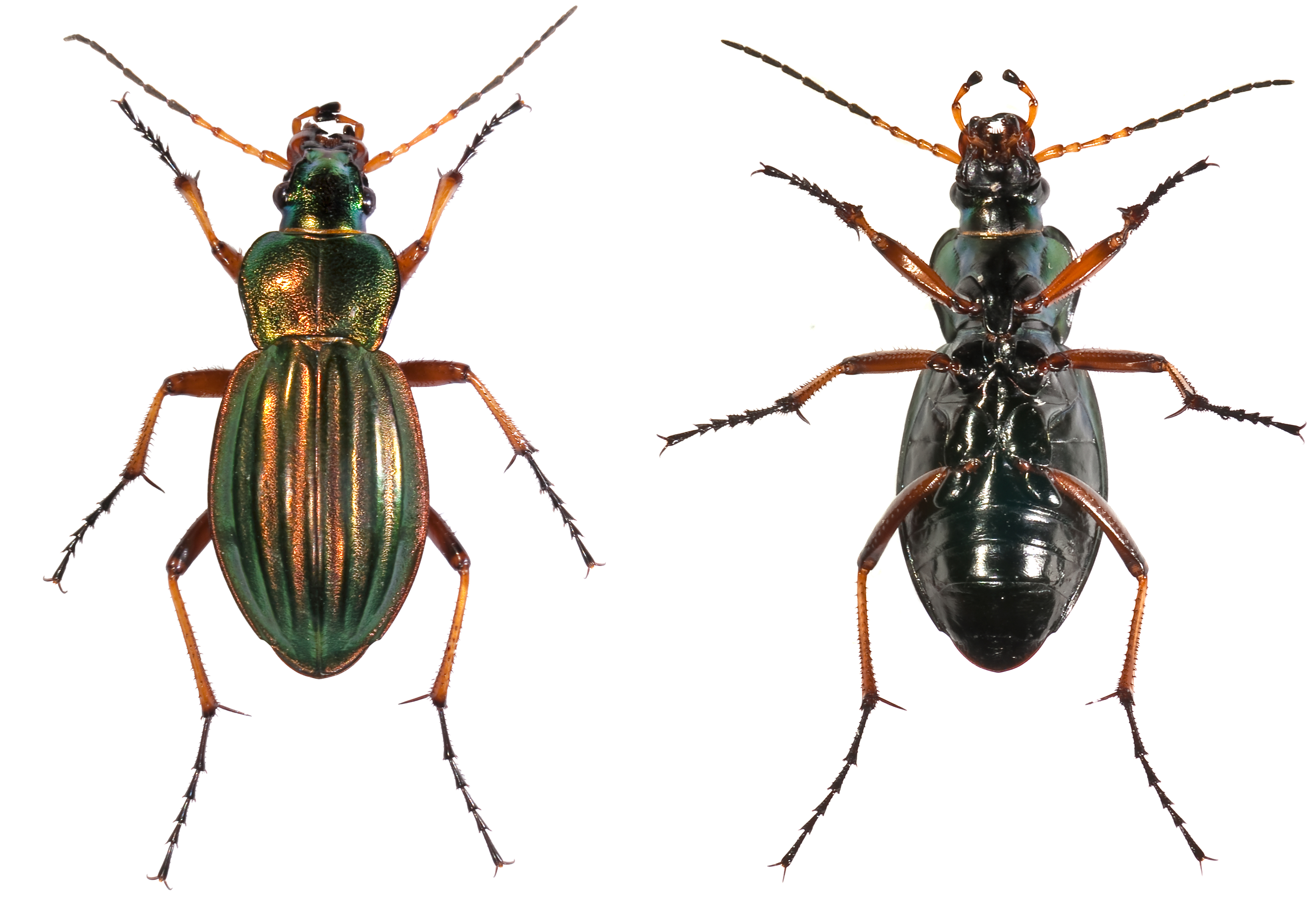
Carabus auratus

Carabus auratus es una especie de coleóptero adéfago de la familia Carabidae, o escarabajo de tierra, nativo del centro y oeste de Europa. Ha sido introducido en Norteamérica para control biológico de la polilla plaga, Lymantria dispar, aunque también se alimenta de otros invertebrados pequeños.

## Hábitat
Vive en los setos, bajo las ramas y debajo de las piedras, sobre todo en suelo de arcilla y limo. De vez en cuando, sube a los árboles. Se puede encontrar en un radio de 70 metros alrededor de su "campamento base". Vive cerca de dos años y las poblaciones de escarabajos de tierra se desarrollan desde febrero a abril.

## Descripción
Mide entre 17 y 20 mm. Sus alas y el tórax son de color verde con reflejos metálicos. Hay tres grandes líneas que sobresalen en cada cubierta de las alas o élitros. No vuela porque sus alas traseras son rudimentarias, como en algunos escarabajos de la familia Carabidae. Habita en los jardines y cultivos, y también en el bosque. La hembra pone unos 50 huevos de 5 a 6 milímetros de largo. Es nocturno.